# شش سری
«شش سرّی» (انگلیسی: The Secret Six) فیلمی آمریکایی به کارگردانی جورج دبلیو هیل است که در سال ۱۹۳۱ منتشر شد.

## بازیگران
- والاس بیری
- لوئیس استون
- جانی مک براون
- جین هارلو
- کلارک گیبل
- رالف بلامی
- مارجوری رامبئو
- پال هرست
- جان میلجان
- تئودور فون التز
- ماری کینل
- فرانک مک‌گلین